# انهيار إلكتروني
الانهيار الإلكتروني  هي عملية يخضع فيها عدد من الإلكترونات الحرة في وسط ناقل إلى تسارع كبير بسبب وجود حقل كهربائي، مما يؤدي إلى تصادمها مع الذرات الأخرى الموجودة في الوسط، مما يؤدي بالنهاية إلى تأينها (تأين بالصدم). يؤدي تحرر الإلكترونات الأولية إلى تصادمها مع ذرات أخرى، مما يؤدي إلى تحرر إلكترونات جديدة، وهكذا دواليك على شكل متسلسل.
يعد الانهيار الإلكتروني أساساً لحدوث ظاهرة الانهيار الكهربائي.